# Syrianska FC
Syrianska FC is een Zweedse voetbalclub uit Södertälje (provincie Stockholms län). De club werd opgericht in 1977 door Aramese immigranten uit Turkije en Syrië. De thuiswedstrijden worden in het Södertälje Fotbollsarena gespeeld, dat wordt gedeeld met rivaal Assyriska FF. De clubkleuren zijn rood-geel. 
Syrianska FC wordt in Zweden geroemd om zijn jeugdopleiding, waar latere toppers zoals Sharbel Touma, Suleyman Sleyman en Louay Chanko allemaal de revue passeerden.

## Geschiedenis
In 2008 promoveerde de club voor het eerst naar de Superettan, waar Syrianska in 2010 kampioen werd. Daarmee promoveerde de club voor de eerste keer in haar historie naar de Allsvenskan. Syrianska ontsnapte in 2011 aan degradatie, nadat de club een degradatiewedstrijd had moeten spelen tegen Ängelholms FF. In 2013 eindigde Syrianska FC als zestiende en laatste en volgde alsnog degradatie. In 2017 degradeerde de club naar het derde niveau maar kwam een jaar later weer terug. In 2019 volgde echter hernieuwde degradatie naar Ettan, maar vanwege schulden werd het nog een divisie lager gezet, in de Division 2.

## Eindklasseringen
| Seizoen | №  | Clubs | Divisie          | WG | W  | G  | V  | DV | DT | +/– | Punten | Tsch  |
| ------- | -- | ----- | ---------------- | -- | -- | -- | -- | -- | -- | --- | ------ | ----- |
| 2006    | 6  | 14    | Division 1 Norra | 26 | 12 | 6  | 8  | 41 | 31 | +9  | 42     | 946   |
| 2007    | 4  | 14    | Division 1 Norra | 26 | 14 | 4  | 8  | 37 | 28 | +9  | 46     | 1.535 |
| 2008    | 1  | 14    | Division 1 Norra | 26 | 17 | 8  | 1  | 44 | 16 | +28 | 59     | 1.754 |
| 2009    | 4  | 16    | Superettan       | 30 | 15 | 5  | 10 | 50 | 38 | +12 | 50     | 2.286 |
| 2010    | 1  | 16    | Superettan       | 30 | 16 | 8  | 6  | 46 | 27 | +19 | 56     | 2.687 |
| 2011    | 14 | 16    | Allsvenskan      | 30 | 8  | 4  | 18 | 27 | 44 | –17 | 28     | 2.852 |
| 2012    | 13 | 16    | Allsvenskan      | 30 | 9  | 7  | 14 | 35 | 45 | –10 | 34     | 2.453 |
| 2013    | 16 | 16    | Allsvenskan      | 30 | 3  | 5  | 22 | 26 | 64 | –38 | 14     | 2.433 |
| 2014    | 10 | 16    | Superettan       | 30 | 11 | 4  | 5  | 37 | 55 | –18 | 37     | 1.809 |
| 2015    | 7  | 16    | Superettan       | 30 | 11 | 10 | 9  | 37 | 30 | +7  | 43     | 1.797 |
| 2016    | 13 | 16    | Superettan       | 30 | 7  | 11 | 12 | 26 | 37 | –11 | 32     | 1.642 |
| 2017    | 15 | 16    | Superettan       | 30 | 7  | 3  | 20 | 39 | 66 | –27 | 24     | 1.166 |
| 2018    | 2  | 16    | Division 1 Norra | 30 | 18 | 5  | 7  | 56 | 37 | +19 | 59     |       |
| 2019    | 16 | 16    | Superettan       | 30 | 6  | 7  | 17 | 29 | 60 | –31 | 25     | 471   |
| 2020    |    |       | Division 2       |    |    |    |    |    |    |     |        |       |

## Bekende (oud-)spelers
- Anmar Almubaraki (2016)
- Abgar Barsom (-2011)
- George Mourad (2012)
- Sharbel Touma
- Suleyman Sleyman
- Razak Omotoyossi (2011, 2013-)
- Sebastian Svärd (2013-)

### Internationals
De navolgende voetballers kwamen als speler van Syrianska FC uit voor een vertegenwoordigend Europees A-elftal. Tot op heden is Martin Vunk degene met de meeste interlands achter zijn naam. Hij kwam als speler van Syrianska FC in totaal zeven keer uit voor het Estische nationale elftal.
| Naam                   | Van        | Tot        | Totaal | Nationaal elftal |
| ---------------------- | ---------- | ---------- | ------ | ---------------- |
| Martin Vunk            | 03.03.2010 | 22.12.2010 | 7      | Estland          |
| Vladimir Voskoboinikov | 28.03.2009 | 10.06.2009 | 4      | Estland          |